# Chris Bracey
Christopher Thomas Bracey, detto Chris (Chicago, 12 luglio 1980), è un ex cestista statunitense naturalizzato irlandese, professionista in Europa.

## Palmarès
- Campione d'Irlanda (2004)